# Gun Widmark
Gunvor (Gun) Margareta Widmark, född Gustafsson 31 juli 1920 i Stenkvista, död 26 oktober 2013 i Uppsala, var en svensk professor i svenska språket vid Uppsala universitet.

## Biografi
Gun Widmark var dotter till lantbrukarparet Conrad Gustafsson och Signe, född Wallin. Hon inledde sina akademiska studier vid Uppsala universitet. Hon blev filosofie kandidat 1942, filosofie magister 1944 samt filosofie licentiat 1951. Under perioden 1950–1953 var hon lektor vid Islands universitet för att senare vara adjunkt vid Uppsala enskilda läroverk.
År 1959 disputerade hon med avhandlingen Det nordiska u-omljudet. År 1970 blev Gun Widmark Sveriges första kvinnliga professor i nordiska språk vid Göteborgs universitet och 1973 tilldelades hon professuren i svenska språket vid Uppsala universitet. Hennes installationsföreläsning hade titeln Om kvinnospråk och kom att kopplas till framväxten av forskning kring språk och kön.
Hennes forskning rör fornsvenska, nyspråkliga förhållanden med stilhistorisk tendens och nusvenska i språkvårdsperspektiv.
Hon var ledamot i Kungliga Vitterhetsakademin, Det Norske Videnskapsakademi i Oslo, Kungl. Gustav Adolfs Akademien för svensk folkkultur och Kungl. Vetenskapssamhället i Uppsala. Hon var vidare ordförande i Svenska språknämnden (1978–1987) och under en period i Språkvårdssamfundet i Uppsala. Hon var vidare medlem i bland annat Letterstedtska föreningen och ledamot i HSFR 1980–1983.
Gun Widmark är gravsatt i minneslunden på Hammarby kyrkogård strax söder om Uppsala.
Nummer 23:2013 av Språk och stil, tidskrift för svensk språkforskning, tillägnades Gun Widmark.